# Wladimir Wiktorowitsch Sacharow

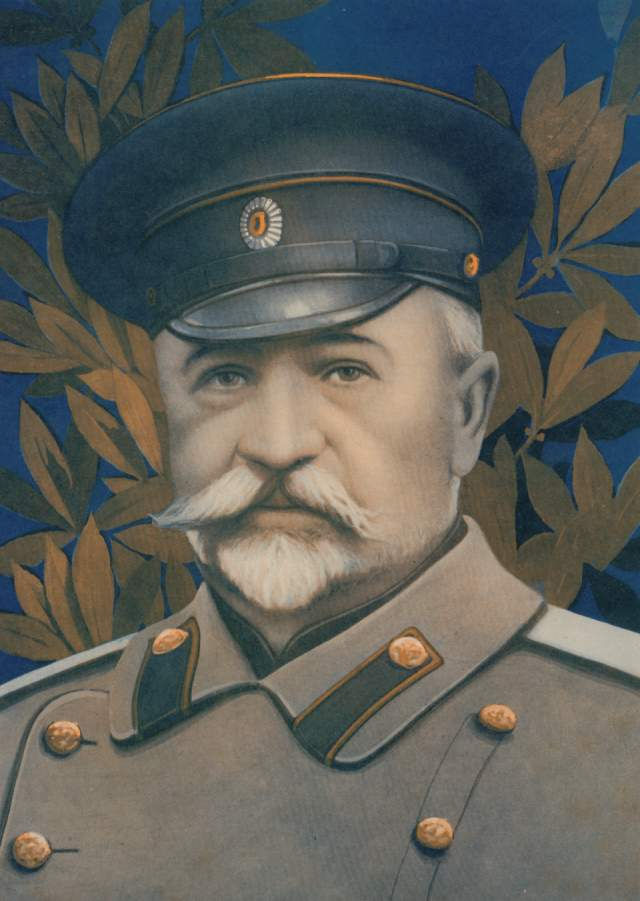
Sacharow auf dem Cover von Le Pays de France

Wladimir Wiktorowitsch Sacharow (russisch Владимир Викторович Сахаров; wissenschaftliche Transliteration Vladimir Viktorovič Sacharov, * 20. Mai 1853; † im August 1920 bei Qarasuvbazar, Krim) war ein kaiserlich russischer Offizier, zuletzt General der Kavallerie.

## Leben
Sacharow stammte aus einer adligen Familie aus dem Gouvernement Moskau und wurde im Moskauer Kadettenkorps erzogen. 1871 schloss er die Militärschule ab und wurde als Leutnant ins Leibgarde-Grenadierregiment aufgenommen. 1878 schloss er die Nikolaus-Generalstabsakademie als Stabskapitän ab und nahm mit einer Kavallerieeinheit am Russisch-Osmanischen Krieg von 1877/78 teil. Anschließend war er an verschiedenen Kavallerieschulen als Ausbilder tätig.
Von 1891 bis 1893 war er als Oberst Chef des Stabes der 14. Infanteriedivision sowie der Festung Kronstadt, bevor er bis 1897 den Befehl über das 38. Dragonerregiment erhielt. Zum Generalmajor befördert, diente er anschließend als Chef des Stabes des V. Armeekorps. Von 1899 bis 1901 diente er als Chef des Stabes eines Korps von Grenztruppen im Russisch-Chinesischen Krieg. Anschließend führte er bis 1903 als Generalleutnant die 4. Kavalleriedivision, danach übernahm er das 1. Sibirische Armeekorps, das er 1904 im beginnenden Russisch-Japanischen Krieg führte. Im April 1904 wurde er zum Chef des Feldstabes der Mandschurischen Armee ernannt. Nach der Schlacht am Shaho wurde er Chef des Stabes des Oberbefehlshabers über sämtliche fernöstlichen Streitkräfte, General Kuropatkin, wurde von diesem aber weitgehend ignoriert. Er war zugleich auch Mitglied im Alexander-Komitee für die Pflege der Verwundeten.
Von 1906 bis 1911 befehligte Sacharow das VII. Armeekorps und wurde 1908 zum General der Kavallerie befördert. Danach diente er zunächst wieder im Alexander-Komitee, bevor er Ende 1913 den Befehl über das XI. Armeekorps erhielt. Mit diesem nahm er nach dem Beginn des Ersten Weltkriegs im Bestand der 3. Armee an der Schlacht in Galizien teil. Von Ende August 1914 bis April 1915 führte er als Gouverneur und Ataman die Orenburger Kosakeneinheiten, danach wieder das XI. Armeekorps. Im Herbst 1915 erhielt er den Befehl über die 11. Armee, die zu dieser Zeit an der Strypa stand. Mit ihr nahm er 1916 an der Brussilow-Offensive teil, bevor er im Herbst 1916 zum Oberbefehlshaber der Donauarmee ernannt wurde, die auf dem rumänischen Kriegsschauplatz eingesetzt war. Ab Dezember 1916 war er dem Oberbefehlshaber an der rumänischen Front, König Ferdinand I., als Stabschef zugeordnet. Nach der Februarrevolution von 1917 wurde er von diesem Posten abberufen und erhielt keine weitere Verwendung, blieb aber Mitglied des Alexander-Komitees. Er wurde im August 1920 auf der Krim von aufständischen „Grünen“ erschossen.
Sacharows älterer Bruder Wiktor war Generalleutnant und von 1904 bis 1905 Kriegsminister.